# Bezlea Dorsa
I Bezlea Dorsa sono una struttura geologica della superficie di Venere.